# Прапор Брюшкова
Прапор Брюшкова — офіційний символ села Брюшків, Рівненського району Рівненської області, затверджений 28 листопада 2024 р. рішенням сесії Костопільської міської ради. 
Автор — А. Гречило та Ю. Терлецький.

## Опис
Квадратне полотнище, яке складається з трьох вертикальних смуг — жовтої, синьої та жовтої (співвідношення їхніх ширин становить 2:1:2), на жовтому полі від древка - чорний молот, руків'ям донизу, на жовтому з вільного краю — чорні кліщі, руків’ями догори.

## Значення символів
Синя вертикальна смуга символізує річку Зульню, яка протікає з півдня на північ територією села. Ковальський молоток та кліщі вказують на давні промисли з випалювання болотної руди та металообробку, якими займалися місцеві мешканці, а також нагадує про сусіднє село Рудня, яке зараз не існує. Жовтий колір означає сільське господарство. 